# Сухая Балка (Кривой Рог)
Сухая Балка — исторический район Кривого Рога, бывший рабочий посёлок.

## История
Возник в 1880-х годах как горняцкий рабочий посёлок. Возникновение связано с началом промышленной добычи криворожских железных руд. Название получил от рядом расположенной Сухенькой балки. Представлял собой хаотические сооружения землянок и бараков для семей горняков.
В 1896 году на арендованной земле крестьянина Цыбулько был образован рудник «Сухая Балка».
Относилось к приходу Вечернекутской церкви.
По состоянию на 1946 год посёлок входил в состав Криворожского городского совета.
Наибольшее развитие район получил в 1930-х и в 1950—1970-х годах.

## Характеристика
Жилой массив в центральной части Покровского района Кривого Рога. На севере Сухая Балка граничит с промзоной шахты «Юбилейная», на востоке — с районом Пруды, на юге расположено Крэсовское водохранилище, на западе граничит с Фрунзе и Ворошиловкой.
Имеет 16 улиц, на которых проживает 12 000 человек.